# Stolperstein in Feldafing

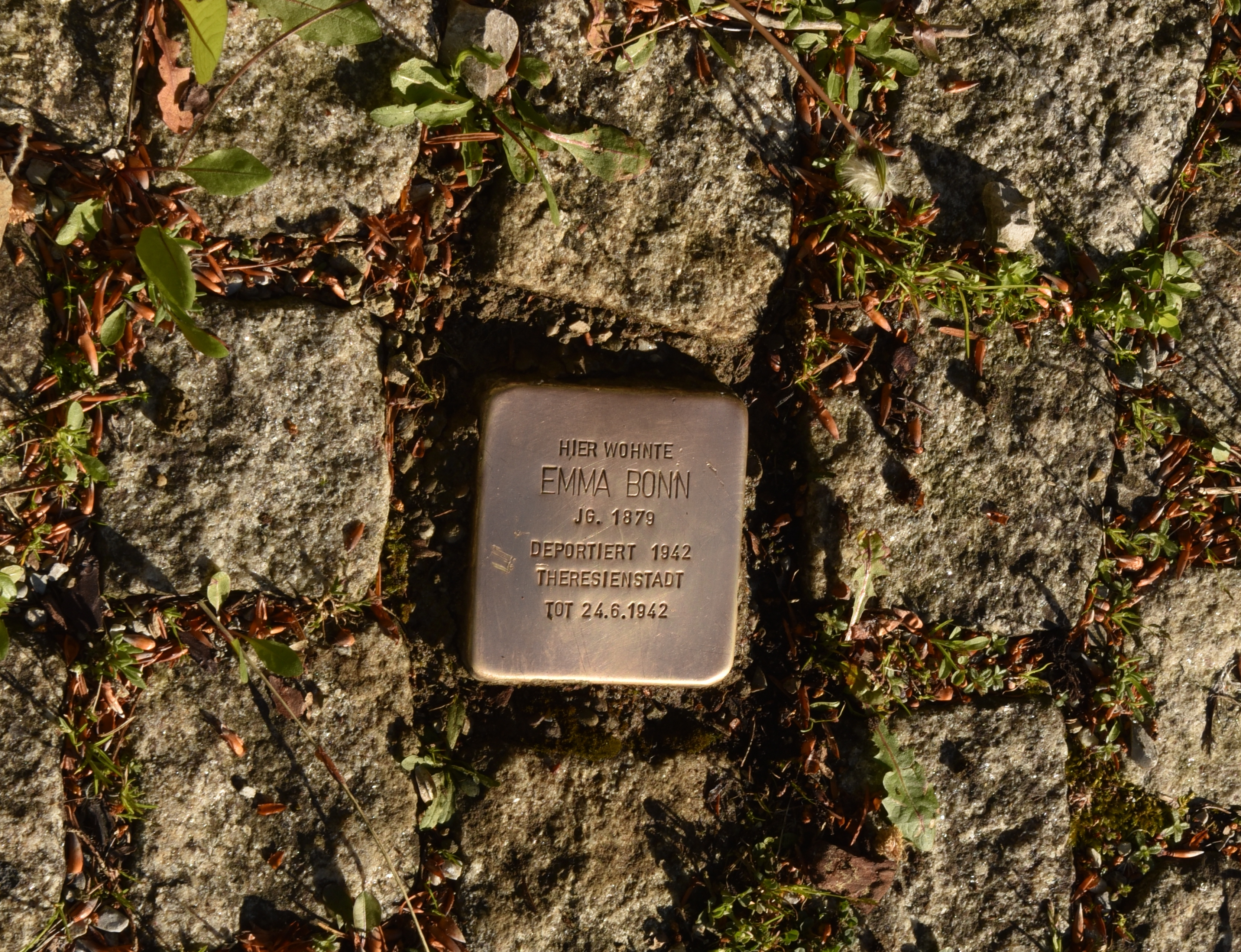
Stolperstein für Emma Bonn

Der Stolperstein in Feldafing ist der Schriftstellerin Emma Bonn gewidmet. Stolpersteine werden vom Kölner Künstler Gunter Demnig in weiten Teilen Europas verlegt. Sie erinnern an das Schicksal der Menschen, die von den Nationalsozialisten ermordet, deportiert, vertrieben oder in den Suizid getrieben wurden und liegen im Regelfall vor dem letzten selbstgewählten Wohnsitz des Opfers.
Der bislang einzige Stolperstein von Feldafing wurde am 12. November 2012 vom Künstler persönlich verlegt.

## Stolperstein
| Stolperstein | Inschrift                                                                   | Verlegeort            | Name, Leben |
| ------------ | --------------------------------------------------------------------------- | --------------------- | --- |
|              | HIER WOHNTE EMMA BONN JG. 1879 DEPORTIERT 1942 THERESIENSTADT TOT 24.6.1942 | Dr.-Appelhans-Weg 2 · | Emma Betty Charlotte Bonn wurde am 5. Februar 1879 in New York geboren, Ihre Eltern waren der Bankier Wilhelm Bernhard Bonn und dessen erste Frau Emma, geborene Heidelbach. Emma Bonn wurde nach ihrer Mutter benannt, die wenige Tage nach der Geburt der Tochter starb. In zweiter Ehe heiratete ihr Vater Emily Heidelbach. Bonn hatte zumindest einen älteren Bruder, Max Julius (geboren 1877). Emma Bonns Vater arbeitete für das Bankhaus Speyer & Co. Als Emma Bonn drei Jahre alt war, zog die Familie wieder nach Deutschland, zurück nach Frankfurt am Main, woher ihre Eltern ursprünglich kamen. Im Jahr 1910 starb ihr Vater, er hatte sich Vermögen in den USA erworben und wurde auf Grund seiner Wohltätigkeiten für die Stadt Frankfurt 1898 Ehrenbürger der Stadt. Ab 1913 lebte Emma Bonn in Feldafing. Hier erwarb sie ein Haus, das sie zu einer Villa umbauen ließ. Emma Bonn veröffentlichte mehrere Novellen und Romane. Sie wurde schwer krank und war ab 1929 ans Bett gefesselt. 1940 wurde sie gezwungen, ihren Besitz an die Reichsorganisation Das braune Band von Deutschland zu verkaufen. Ab 1. Juni 1942 war sie im Israelitischen Kranken- und Schwesternheim untergebracht. Am 3. Juni 1942 wurde sie von hier nach Theresienstadt deportiert. Emma Bonn verlor dort am 24. Juni 1942 ihr Leben. Ihr Bruder Max Julius Bonn lebte schon länger in London, er war wie sein Vater Bankier geworden und starb 1943. An der von ihr umgestalteten Villa Bonn, die sich seit 1951 wieder im Besitz der Familie Bonn befindet, erinnert eine Gedenktafel an Emma Bonn. |

## Verlegedatum
- 12. November 2012